# Reprezentacja Brazylii w piłce nożnej kobiet
Reprezentacja Brazylii w piłce nożnej kobiet to najważniejszy żeński zespół piłkarski w Brazylii, powoływany przez selekcjonera, w którym prawo do gry posiadają wyłącznie zawodniczki z brazylijskim obywatelstwem. Za funkcjonowanie tej drużyny odpowiedzialny jest Brazylijska Konfederacja Piłki Nożnej (Confederação Brasileira de Futebol). Pierwszy mecz żeńska reprezentacja Brazylii rozegrała 22 czerwca 1986 przegrywając z USA 1:2.
W marcu 2009 roku zespół Brazylii klasyfikowany był najwyżej w historii rankingu FIFA – na 2. miejscu.

## Udział w międzynarodowych turniejach

### Igrzyska olimpijskie
| 1996 | Awans     | IV miejsce  |
| 2000 | Awans     | IV miejsce  |
| 2004 | Awans     | II miejsce  |
| 2008 | Awans     | II miejsce  |
| 2012 | Awans     | Ćwierćfinał |
| 2016 | Gospodarz | IV miejsce  |
| 2020 | Awans     | Ćwierćfinał |
| 2024 | Awans     | II miejsce  |
| 2028 |           |             |

### Mistrzostwa świata
| 1991 | Awans | Faza grupowa |
| 1995 | Awans | Faza grupowa |
| 1999 | Awans | III miejsce  |
| 2003 | Awans | Ćwierćfinał  |
| 2007 | Awans | II miejsce   |
| 2011 | Awans | Ćwierćfinał  |
| 2015 | Awans | 1/8 finału   |
| 2019 | Awans | 1/8 finału   |
| 2023 | Awans |              |

### Mistrzostwa Ameryki Południowej
- 1991 – mistrzostwo
- 1995 – mistrzostwo
- 1998 – mistrzostwo
- 2003 – mistrzostwo
- 2006 – II miejsce
- 2010 – mistrzostwo
- 2014 – mistrzostwo
- 2018 – mistrzostwo
- 2022 – mistrzostwo